# Відеографія Шер

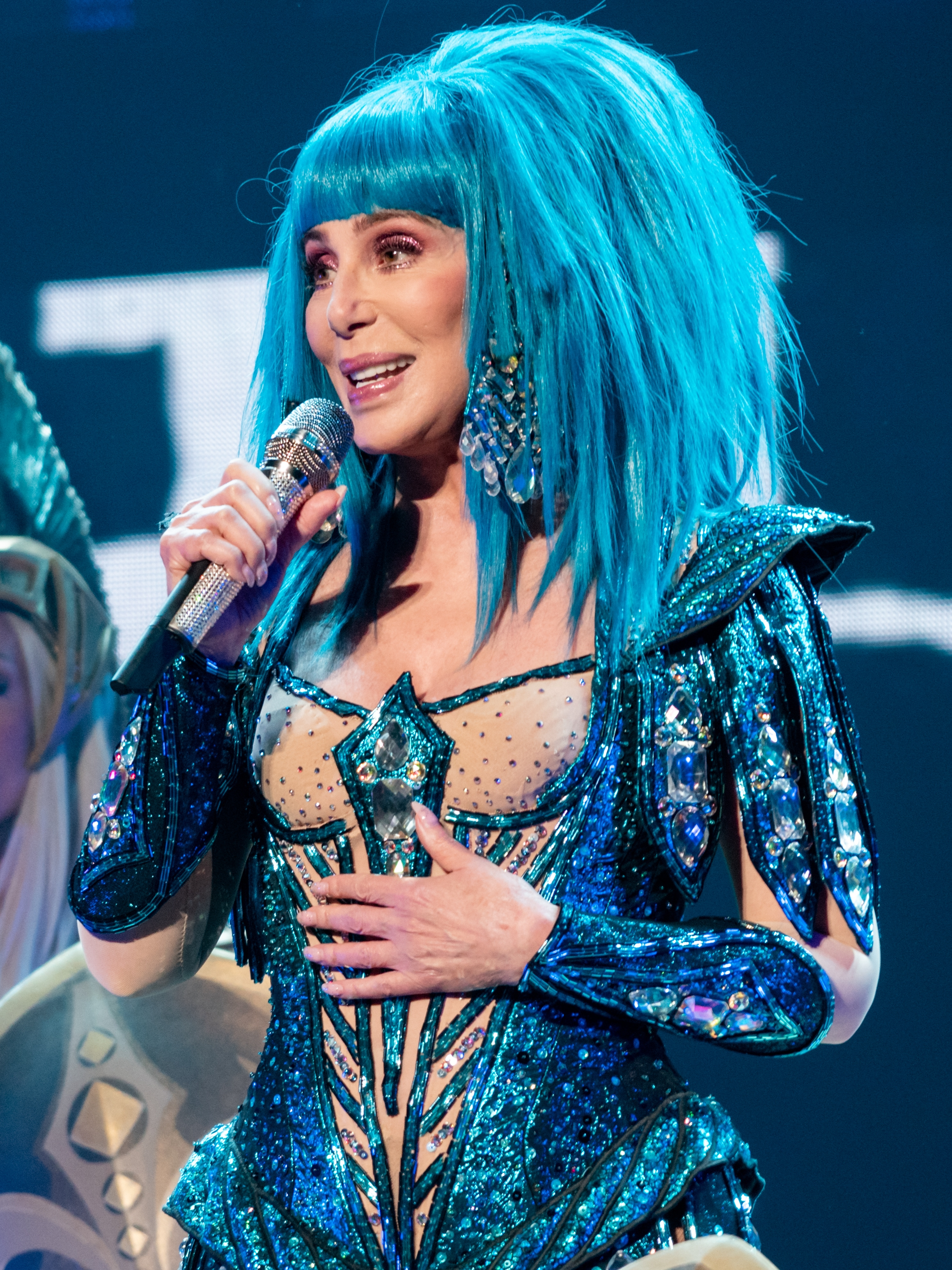
Шер під час концерту в Лондоні в рамках «Here We Go Again Tour» у жовтні 2019 року

Американська співачка та акторка Шер з 1989 року випустила безліч музичних відеокліпів у форматах VHS, LaserDisc, VCD та DVD. У статті представлена офіційна міжнародна відеографія співачки й деякі назви та формати, які були випущені лише у певних країнах та регіонах, таких як Північна Америка чи Велика Британія. Шер також представлена на DVD з концертами VH1 Divas Divas Live '99, Divas 2002.
Стаття включає повний перелік офіційних релізів музичних відео Шер. Співачка посіла 17 сходинку у списку «50 найвизначніших жінок епохи відео» каналу VH1.

## Музичне відео
| Рік  | Назва                                                                     | Альбом                              | Режисери                   |
| ---- | ------------------------------------------------------------------------- | ----------------------------------- | -------------------------- |
| 1973 | «Half-Breed»                                                              | Half-Breed                          | Арт Фішер                  |
| 1974 | «Dark Lady»                                                               | Dark Lady                           | Арт Фішер                  |
| 1979 | «Take Me Home»                                                            | Take Me Home                        | Арт Фішер                  |
| 1979 | «Love & Pain»                                                             | Take Me Home                        | Арт Фішер                  |
| 1979 | «Hell on Wheels»                                                          | Prisoner                            | Роджер Флінт               |
| 1981 | «Dead Ringer for Love» (з Міт Лоф)                                        | Dead Ringer                         | Аллан Ф. Ніколлс           |
| 1987 | «I Found Someone»                                                         | Cher                                | Шер                        |
| 1988 | «We All Sleep Alone»                                                      | Cher                                | Шер                        |
| 1988 | «Main Man»                                                                | Cher                                | Шер                        |
| 1989 | «If I Could Turn Back Time»                                               | Heart of Stone                      | Марті Коллнер              |
| 1989 | «Heart of Stone»                                                          | Heart of Stone                      | Марті Коллнер              |
| 1990 | «The Shoop Shoop Song (It's in His Kiss)»                                 | Love Hurts / Mermaids (OST)         | Марті Коллнер              |
| 1991 | «Love and Understanding»                                                  | Love Hurts                          | Н/Д                        |
| 1991 | «Save Up All Your Tears»                                                  | Love Hurts                          | Метт Махурін               |
| 1993 | «Many Rivers to Cross» (Live)                                             | Greatest Hits: 1965–1992            | Марті Коллнер              |
| 1993 | «I Got You Babe» (з Beavis і Butt-head)                                   | The Beavis and Butt-Head Experience | Тамра Девіс і Іветт Каплан |
| 1995 | «Love Can Build a Bridge» (з Кріссі Хайнд, Нене Черрі і Еріком Клептоном) | неальбомний сингл                   | Н/Д                        |
| 1995 | «Walking in Memphis»                                                      | It's a Man's World                  | Маркус Ніспел              |
| 1996 | «One by One»                                                              | It's a Man's World                  | Маркус Ніспел              |
| 1998 | «Believe»                                                                 | Believe                             | Найджел Дік                |
| 1999 | «Strong Enough»                                                           | Believe                             | Найджел Дік                |
| 1999 | «All or Nothing»                                                          | Believe                             | Девід Меллет               |
| 1999 | «Dov'è l'amore»                                                           | Believe                             | Джеймі О'Коннор            |
| 2001 | «Più che puoi» (з Еросом Рамаццотті)                                      | Stilelibero                         | Н/Д                        |
| 2001 | «The Music's No Good Without You»                                         | Living Proof                        | Найджел Дік                |
| 2002 | «Alive Again»                                                             | Living Proof                        | Н/Д                        |
| 2002 | «Song for the Lonely»                                                     | Living Proof                        | Стю Машвіц                 |
| 2011 | «You Haven't Seen the Last of Me»                                         | Burlesque (OST)                     | Стів Ентін                 |
| 2011 | «Welcome To Burlesque»                                                    | Burlesque (OST)                     | Стів Ентін                 |
| 2013 | «Woman's World»                                                           | Closer to the Truth                 | Рей Кей                    |
| 2018 | «SOS»                                                                     | Dancing Queen                       | Джейк Вілсон               |
| 2020 | «Chiquitita» (іспанська версія)                                           |                                     | невідомий                  |

### Другі версії
Для деяких відео були створені другі версії. Деякі з них були майже ідентичні первинній версії, а інші абсолютно відрізнялися.
| Рік  | Назва                                                            | Альбом                      | Режисери       |
| ---- | ---------------------------------------------------------------- | --------------------------- | -------------- |
| 1971 | «Gypsys, Tramps & Thieves»                                       | Gypsys, Tramps & Thieves    | Н/Д            |
| 1974 | «Dark Lady» (анімаційний)                                        | Dark Lady                   | Н/Д            |
| 1988 | «I Found Someone» (концертна версія)                             | Cher                        | Н/Д            |
| 1988 | «We All Sleep Alone»                                             | Cher                        | Н/Д            |
| 1989 | «If I Could Turn Back Time» (альтернативна версія)               | Heart of Stone              | Марті Коллнер  |
| 1989 | «Heart of Stone» (режисерський монтаж)                           | Heart of Stone              | Марті Коллнер  |
| 1990 | «The Shoop Shoop Song (It's in His Kiss)» (альтернативна версія) | Love Hurts / Mermaids (OST) | Марті Коллнер  |
| 1996 | «One By One» (режисерський монтаж)                               | It's A Man's World          | Маркус Ніспел  |
| 1998 | «Believe» (режисерський монтаж)                                  | Believe                     | Найджел Дік    |
| 1999 | «Dov'è l'amore» (альбомна версія)                                | Believe                     | Джемі О'Коннор |
| 2002 | «A Song For The Lonely» (режисерський монтаж)                    | Living Proof                | Стю Машвіц     |
| 2013 | «Woman's World» (режисерський монтаж)                            | Closer to the Truth         | Рей Кей        |

### Відеоремікси
| Рік  | Назва | Альбом             | Режисери реміксу     |
| ---- | --- | ------------------ | -------------------- |
| 1996 | «One by One (Junior Vasquez Vocal Edit)» Використано ремікс: Junior Vasquez Vocal Edit                              | It's a Man's World | Dan-O-Rama           |
| 1996 | «One by One (Dance Remix)» Використано ремікс: North American «One by One» edit                                     | It's a Man's World | Dan-O-Rama           |
| 1999 | «Believe (Almighty Remix)» Використано ремікс: Almighty Definitive Mix                                              | Believe            | Dan-O-Rama           |
| 1999 | «Believe (Club 69 Remix)» Використано ремікс: Club 69 Phunk Club Mix                                                | Believe            | Dan-O-Rama           |
| 1999 | «Strong Enough (Vocal Club Edit)» Використано ремікс: Pumpin' Dolls Vocal Epic Club                                 | Believe            | Dan-O-Rama           |
| 1999 | «All or Nothing (Almighty Remix)» Використано ремікс: Almighty Definitive Mix                                       | Believe            | Dan-O-Rama           |
| 1999 | «Dov'è l'amore» Використано ремікс: Emilio Estefan Jr. Radio Edit                                                   | Believe            | Dan-O-Rama           |
| 1999 | «Do You Believe? Tour intro video» Використано ремікс: Strong Enough (Club 69 Future Anthem Mix)                    | Live in Concert    | Dan-O-Rama           |
| 2000 | «Strong Enough (Club 69 Future Anthem Edit)» Використано ремікс: Strong Enough (Club 69 Future Anthem Edit)*[Promo] | Believe            | Dan-O-Rama           |
| 2001 | «The Music's No Good Without You (Almighty Remix)» Використано ремікс: Almighty Radio Edit                          | Living Proof       | Warner Bros. Records |
| 2002 | «Song for the Lonely (Almighty Remix)» Використано ремікс: Almighty Radio Edit                                      | Living Proof       | Dan-O-Rama           |
| 2002 | «Song for the Lonely (Thunderpuss Remix)» Використано ремікс: Thunderpuss Club Mix Radio Edit                       | Living Proof       | Dan-O-Rama           |
| 2003 | «Living Proof: The Farewell Tour intro video» Використано ремікс: If I Could Turn Back Time (Almighty Remix)        | The Farewell Tour  | Dan-O-Rama           |
| 2003 | «If I Could Turn Back Time (2003 Out to Sea Edit)» Використано пісню: If I Could Turn Back Time (live)              | The Farewell Tour  | Dan-O-Rama           |
| 2003 | «Believe (Wayne G. Remix)» Використана невідома неофіційна пісня                                                    | Believe            | Dan-O-Rama           |

### Відео-альбоми
| Назва                                                             | Деталі відео                                                                | Позиції | Позиції | Позиції | Позиції | Позиції | Позиції | Позиції | Позиції | Позиції | Позиції | Позиції | Сертифікації                                                                                             |
| Назва                                                             | Деталі відео                                                                | US      | AUS     | AUT     | BEL     | DEN     | HUN     | NLD     | NZ      | POR     | SWE     | UK      | Сертифікації                                                                                             |
| ----------------------------------------------------------------- | --------------------------------------------------------------------------- | ------- | ------- | ------- | ------- | ------- | ------- | ------- | ------- | ------- | ------- | ------- | --- |
| Extravaganza: Live at the Mirage[L]                               | - Реліз: 1992 - Лейбл: Sony BMG, EV Classics - Формати: VHS, Laserdisc, DVD | 3       | 23      | —       | —       | —       | —       | —       | —       | —       | 13      | 2       | |
| The Video Collection[M]                                           | - Реліз: 1993 - Лейбл: Geffen Records - Формати: VHS, Laserdisc             | —       | —       | —       | —       | —       | —       | —       | —       | —       | —       | 2       | |
| Live in Concert                                                   | - Реліз: 1999 - Лейбл: HBO Home Video - Формати: VHS, DVD                   | 6       | 7       | —       | —       | 2       | 20      | —       | —       | —       | 2       | 3       | - ARG: 2× платина - AUS: 2× платина - BRA: платина - UK: платина                                         |
| The Farewell Tour                                                 | - Реліз: 2003 - Лейбл: Image Entertainment - Формати: VHS, DVD              | 1       | 1       | 8       | 7       | 5       | 7       | 18      | 2       | 3       | 2       | 1       | - US: 3× платина - AUS: 8× платина - GER: золото - NZ: платина - POR: срібло - SWE: золото - UK: платина |
| The Very Best of Cher: The Video Hits Collection                  | - Реліз: 2004 - Лейбл: Warner Music Vision - Формати: VHS, DVD              | 3       | 4       | —       | —       | —       | —       | 18      | —       | —       | 10      | 3       | - US: платина - AUS: платина                                                                             |
| "—" означає, що відео не потрапило до чарту або не було випущено. |                                                                             |         |         |         |         |         |         |         |         |         |         |         | |

## Фітнес-відео
| Назва                        | Детали відео                                                                                     | Позиції в чартах | Позиції в чартах |
| Назва                        | Детали відео                                                                                     | США              | UK               |
| ---------------------------- | ------------------------------------------------------------------------------------------------ | ---------------- | ---------------- |
| CherFitness: A New Attitude  | - Реліз: 1991 / 2005 - Лейбл: 20th Century Fox Home Entertainment - Формати: VHS, Laserdisc, DVD | 1                | 2                |
| CherFitness: Body Confidence | - Реліз: 1992 / 2005 - Лейбл: 20th Century Fox Home Entertainment - Формати: VHS, Laserdisc, DVD | 2                | 1                |